# IJ (digramme)
Cette page contient des caractères spéciaux ou non latins. S’ils s’affichent mal (▯, ?, etc.), consultez la page d’aide Unicode.
Pour les articles homonymes, voir IJ.
IJ (minuscule : ij, aussi sous la forme d'un caractère unique Ĳ et ĳ) est un digramme lié (ou soudé en langage « Unicode ») utilisé en néerlandais et un digramme simple utilisé en frison occidental.

## En néerlandais
Le digramme peut s'écrire avec les deux lettres I et J, avec le caractère unique ‹ Ĳ, ĳ ›, ou sous la forme d'une ligature en déformant les lettres I et J comme dans un monogramme.
Une forme avec un double accent aigu existe aussi (sur les pointes du i et du j, bien que pour des raisons techniques, le j accentué est parfois impossible). 
En écriture cursive, la forme majuscule ressemble à la lettre Y cursive, et la forme minuscule ressemble à un y avec deux points comme ij (presque comme y avec un tréma).
IJ est utilisée pour représenter la diphtongue néerlandaise [ɛi̯]. Quand elle n'est pas accentuée, IJ se prononce comme un schwa, une voyelle moyenne centrale [ə]. On l'appelle parfois « IJ long », par opposition au « ij court » noté ei et prononcé de la même façon dans la plupart des dialectes néerlandais. Il est aussi appelé « I long » car il était anciennement prononcé comme un i long [iː] ou l’est encore dans certains dialectes du néerlandais.
Au début d'une phrase ou d'un nom propre, le J de IJ est écrit en capitale : IJssel, IJmuiden, IJsland.
On note, dans certaines régions des Pays-Bas, une tendance à le prononcer [aɪ] ou [aːɪ],.
Dans le nord de la France et en Flandre occidentale, certains locuteurs du flamand occidental privilégient le son [i], retrouvé en moyen néerlandais comme [iː] avant sa diphtongaison en [ii̯], [ɪi̯], [ei̯] et finalement [ɛi̯]. Cette tendance à la iotisation peut même se traduire par une graphie remplaçant le « -y » final par un « -ie » (« i » long). Le mot bakkerij (« boulangerie ») pourra donc tout aussi bien s'écrire bakkery que bakkerie. On retrouve parfois cette tendance aux Pays-Bas dans l'utilisation d'enseignes : De Bakkerie.

### Classement alphabétique
De nos jours, IJ est souvent classée comme la lettre Y, entre X et Z. Par exemple dans les pages jaunes aux Pays-Bas, les noms avec IJ sont triés comme les noms avec Y. Pour certains, IJ est une lettre remplaçant la lettre Y dans l’alphabet : en néerlandais, Y n'apparaît que dans des emprunts ou dans des formes archaïques et est appelé ypsilon, Griekse IJ ou I-grec (emprunt au français). Inversement, Y remplace habituellement IJ en afrikaans.
Un grand nombre de bibliothèques suivent, dans leurs catalogues, les recommandations de P. A. Tiel de 1912 adoptées officiellement aux Pays-Bas en 1937, classant le ij avec y,,.
Ce classement est aussi repris par le Nederlandsch Instituut voor Efficiency dans ABC-Regels : Handleiding voor het alfabetisch rangschikken publié en 1936 et réédité par le Nederlands Instituut voor Documentatie en Registratuur en 1966.
Toutefois, de nombreux dictionnaires, comme le dictionnaire Van Dale, ou les pages jaunes en Flandre utilisent un ordre alphabétique dissociant le digramme en i-j. Ainsi, le mot ijs (glace) se trouve entre iglo et ik, et non plus entre le x et le z. De même, kijken se placera avant kil.
Au XVIIe siècle, Wigardus à Winschooten utilise la lettre IJ classée comme le I, ou le J lui aussi classé comme le I, dans le dictionnaire de termes maritimes Seeman publié en 1681.
Au XVIIIe siècle, par exemple, David van Hoogstraten utilise la lettre Y dans la première édition de son dictionnaire de noms propres publié en 1700, et utilise ensuite la lettre IJ dans la deuxième édition publiée en 1711 et la classe avec la lettre i, tout comme la lettre j. Cet ordre est repris par Adriaan Kluit dans la réédition de 1759,.
Au XIXe siècle, Matthias de Vries et Lammert Allard te Winkel classent aussi les mots avec IJ avec les mots avec I dans Woordenlijst voor de spelling der Nederlandsche taal, définissant l’orthographe officielle, publié en 1866. Le Woordenlijst Nederlandse Taal utilise aussi cet ordre alphabétique depuis sa première édition en 1954.
L’encyclopédie Winkler Prins a classé le IJ avec Y de la troisième édition de 1905-1912 à la sixième édition de 1947-1954. Dans la septième édition de 1966-1975, le IJ est classé avant le Y et dans la huitième édition de 1979-1984 ils sont de nouveau ensemble. Cette encyclopédie avait classé le IJ avec I dans ses deux premières éditions publiées de 1870 à 1882 et de 1884 à 1888.
La norme NEN 2296, Handschrift voor het lager onderwijs Schrijfletters en cijfers, publiée en 1958, inclut le ij et la classe avant la lettre y dans les listes de minuscules et de majuscules. Les tableaux de l’alphabet d’écritures scolaires comme ceux de Jacob Dijkstra (nl) ou Tazelaar utilisés aux Pays-Bas incluent aussi le ij à la place de la lettre y. D’autres tableaux comme ceux des méthodes d’écriture scolaire Broeders & Schneider ou D’haese, utilisés en Belgique néerlandophone n’incluent pas le ij ni d’autres digrammes et incluent la lettre y.

### Histoire

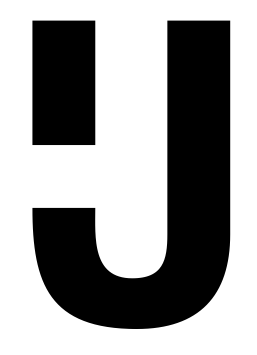
IJ majuscule en monogramme.

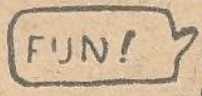
Monogramme dans « FIJN! » dans Rik Junior en 1947.

Au Moyen Âge et à la Renaissance, le digramme double i ‹ ii › représentant un i long est traditionnellement transcrit ‹ ij › avec un deuxième i allongé d’un crochet — à l’époque le j n’est pas encore une lettre à part entière représentant un son différent mais est traditionnellement utilisé pour terminer une suite de i.
Au XVIIe siècle, l’orthographe néerlandaise commence à se normaliser. Elle était auparavant aussi variée que les différents dialectes régionaux. De manière générale, le ij et y sont utilisés pour transcrire des sons différents. À cette époque, pour Milde, le i court entre deux consonnes est transcrit ‹ y ›, comme bynnen, et celui-ci est aussi utilisé en combinaison avec d’autres voyelles comme semi-consonne ou dans les diphtongues. Le i long d’aujourd’hui est transcrit ‹ ij ›, comme ijmand ou brijven. La Bible des États, traduction en néerlandais de la Bible, adoptée par l’Église réformée, permet une normalisation de l’orthographe et sa diffusion.
La diphtonguisation du ij [iː] en [ɛi] se produit à partir du XIVe siècle dans le Brabant et n’est pas complète en Hollande avant le XVIIe siècle. La diphtonguisation n’a pas eu lieu dans tous les dialectes néerlandais, seuls les dialectes du Brabant, de la Hollande (à l’exception de quelques îles) et certaines parties d’Utrecht ont complété ce processus.
C’est au XIXe siècle qu’une prononciation standard se répand. Matthijs Siegenbeek établit les bases de l’orthographe néerlandaise actuelle dans Verhandeling over de Nederduitsche spelling ter bevordering van de eenparigheid in dezelve publié en 1804. Ces règles sont adoptées officiellement par la République batave en 1804, ce qui n’avait jamais été fait jusqu’alors. Siegenbeek publie le Woordenboek voor de Nederduitsche spelling en 1805. Siegenbeek utilise le ‹ ij › dans les mots qui utilisaient précédemment des graphies variées avec ‹ ij › ou ‹ y ›, et ce dernier ne se retrouve plus que dans les mots étrangers.
Aujourd'hui, ij est prononcé comme ei, à l'exception du suffixe -lijk, où il est prononcé comme un schwa [lək], et [i] dans certains mots comme bijzonder prononcé [biˈzɔn.dəɾ], dans certains toponymes comme Wijchen [ˈʋiχən] et Wijlre [ˈʋilreː] ou [ˈʋilrə], ou dans certains noms de familles comme van der Sijs [vɑn dər siːs].

## Formes accentuées
Avant l’orthographe officielle de 1995, l’emphase était indiquée par certains auteurs avec l’accent aigu pour l’accent tonique sur les voyelles longues et l’accent grave pour l’accent tonique sur les voyelles courtes. Certains auteurs utilisaient respectivement ‹ íj › et ‹ ìj ›, d’autres ‹ íj́ › et ‹ ìj̀ ›, ou encore d’autres ‹ ĳ́ › et ‹ ĳ̀ › (avec les points sur les i et j).

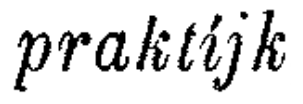
IJ avec un accent aigu sur le i en 1865.
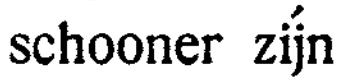
IJ avec un accent aigu au-dessus des points de i et j en 1914.
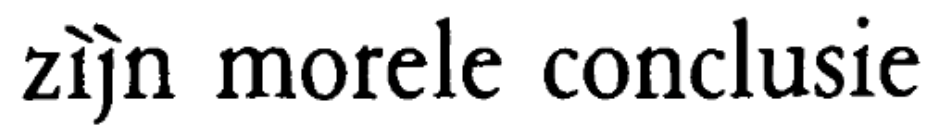
IJ avec deux accents graves en 1987.

Depuis l’orthographe officielle de 1995, l’accent tonique doit être uniquement indiqué avec l’accent aigu, autant pour les voyelles courtes que les voyelles longues, sur la lettre de la voyelle ou les deux premières lettres des voyelles composées de plus d’une lettre. Cependant, pour des raisons techniques, l’accent aigu du j du digramme est généralement omis, ‹ íj́ › est le plus souvent écrit ‹ íj ›, par exemple ‹ blíjven kijken! › plutôt que ‹ blíj́ven kijken! ›.

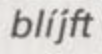
IJ avec deux accents aigus en 1996.

## En frison occidental
En frison occidental, aucun mot ne commence avec ij, mais il est présent dans ou un fin de certains mots, et n’est pas considéré comme une lettre à part entière mais comme un digramme composé des lettres i et j,.
Lorsque l’accent tonique est indiqué, par exemple pour indiquer l’emphase, seul le i de ij prend l’accent aigu ‹ íj ›, par exemple ‹ fíj, sa net! ›, contrairement aux autres voyelles où les deux premières lettres des graphèmes prennent chacune un accent aigu.

## Représentation informatique
La norme NEN 1888, Algemene Persoonsgegevens, Definities, tekensets en uitwisselingsformats utilisée pour le registre national des personnes aux Pays-Bas prescrit l’usage du digraphe ij (i+j) et proscrit l’usage du caractère unique ĳ.
Le digramme Ĳ possède les représentations Unicode suivantes :
- caractères utilisés couramment :

| formes    | représentations | chaînes de caractères | points de code | descriptions                                        |
| --------- | --------------- | --------------------- | -------------- | --------------------------------------------------- |
| capitale  | IJ              | IJ                    | U+0049 U+004A  | lettre majuscule latine i lettre majuscule latine j |
| minuscule | ij              | ij                    | U+0069 U+006A  | lettre minuscule latine i lettre minuscule latine j |

- caractères de compatibilité avec d’anciens codages (ISO 5426, ISO/CEI 6937) :

| formes    | représentations | chaînes de caractères | points de code | descriptions                      |
| --------- | --------------- | --------------------- | -------------- | --------------------------------- |
| capitale  | Ĳ               | Ĳ                     | U+0132         | digramme soudé majuscule latin ij |
| minuscule | ĳ               | ĳ                     | U+0133         | digramme soudé minuscule latin ij |